# William Averell Harriman

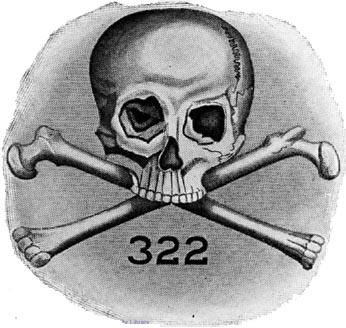
Het beeldmerk van Skull and Bones, 'De Orde' of 'The Brotherhood of Death', waar Harriman vanaf 1913 lid van was.

William Averell Harriman (New York, 15 november 1891 – Yorktown Heights, 26 juli 1986) was een Amerikaans politicus, ondernemer en diplomaat. Hij was lid van de Democratische Partij en werd gouverneur van New York.

## Levensloop
Harriman was een zoon van spoorwegondernemer Edward Henry Harriman en Mary Williamson Harriman, dochter van een bankier en railroad president in New York. In de Dictionary of American Biography worden dubieuze financiële activiteiten van Edward Harriman vermeld, die werden onderzocht door de Interstate Commerce Commission. Averells broer was Edward Roland Noel Harriman (Roland Harriman), die ook aan Yale studeerde en in 1917 werd ingewijd in Skull and Bones of 'Brotherhood of Death'. Mary Williamson Harriman stelde, na het overlijden van haar man in 1909, fondsen beschikbaar voor de ontwikkeling van de controversiële Eugenics Record Office (eugenetica).
Averell ging naar de Groton Prep(atory) School.
Hij studeerde aan de Yale-universiteit, waar hij zich samen met Prescott Bush aansloot bij het genootschap Skull and Bones. Hier slaagde hij in 1913.
Hij trouwde driemaal. Harriman huwde Kitty Lanier Lawrence in 1915. Harriman huwde Marie Norton Whitney in 1930, nadat zij was gescheiden van Cornelius Vanderbilt Whitney, de zoon van Harry Payne Whitney (ingewijd in 1894). Hij huwde Pamela Churchill Hayward in 1971. Zij was eerder getrouwd met Randolph Churchill en Harriman was zo met het Britse establishment verbonden.
In 1913 werd Harriman in Skull and Bones (de orde) ingewijd en studeerde hij af aan Yale. In de officiële biografieën wordt er geen melding gemaakt van de orde of de Russell Trust.
Harriman begon zijn loopbaan bij de Union Pacific Railroad Company in 1915. Van 1932 tot 1946 was hij daar voorzitter van de raad van bestuur.
In 1917 organiseerde hij de Merchant Shipbuilding Corporation en verkocht all shipping interests in 1925. Hij werd datzelfde jaar Director of Guaranty Trust.
In 1920 vestigde hij W.A. Harriman Company, met zijn broer Roland als vice-president. In 1923 startte hij Georgian Manganese Company.

### Brown Brothers, Harriman (BBH) en Guaranty Trust Company (GTC)
In 1933 fuseerde W.A. Harriman & Company met Brown Brothers, dat ouder was en waarvan de partners ook leden waren van de orde. In de jaren 1970 waren in Brown Brothers, Harriman (BBH) in New York, een private banking firm, negen van de zesentwintig individuele partners leden van de orde. Prescott Sheldon Bush (ingewijd in 1917), de vader van president George H.W. Bush (ingewijd in 1948) en grootvader van president George W. Bush (ingewijd in 1968), was meer dan 40 jaar een partner in BBH. Naast Averell Harriman, Roland Harriman en Prescott Bush waren partner in BBH: Walter H. Brown (1945), Granger Kent Costikyan (1929), Stephen Young Hord (1921), Robert Abercrombie Lovett (1918), John Beckwith Madden (1941) en Knight Woolley (1917)

### Sovjet-Unie
In de jaren 1920 was Harriman de voornaamste supporter van de Sovjets met financiële en diplomatieke hulp, toen dergelijke steun inging tegen de State Department regulations. Harriman was deelgenoot in RUSKOMBANK, de eerste Sovjet handelsbank. Max May, de vice-president van Guaranty Trust Company (GTC) gesticht in 1864 in New York, gedomineerd door de belangen van Harriman-Morgan, werd de eerste vice-president van RUSKOMBANK in charge of its foreign operations. Kortom, een Amerikaanse bankier onder begeleiding van een lid van de orde had een sleutelpositie in een Sovjet bank. Het bedrijf J.P. Morgan controleerde Guaranty Trust vanaf 1912, toen Averell Harrimans moeder haar 8000 aandelen van de totaal 20.000 uitstaande aandelen aan J.P. Morgan verkocht. Na 1954 ging het bedrijf Morgan-Guaranty Company heten. Het originele kapitaal voor Guaranty Trust kwam van de Whitney-, Rockefeller-, Harriman- en Vanderbilt-families, allen vertegenwoordigd in de orde.
Volgens Sutton was 'revolutionaire activiteit' gecentreerd rond Equitable Trust Building, 120 Broadway, Harrimans adres. Daar waren ook de American International Corporation en Guaranty Securities en de Banker's Club, waar Wall Street bankiers elkaar met de lunch ontmoetten, was in de top van het gebouw. In deze club zouden volgens Sutton door William Boyce Thompson plannen op tafel zijn gelegd voor deelname van Wall Street aan de Russische Revolutie van 1917. Guaranty Trust was ernaast op 140 Broadway. Thomas Day Thacher (ingewijd in 1904), partner in de Wall Street law firm van Simpson, Thacher & Bartlett, gesticht in 1884 door Thomas Thacher (ingewijd in 1871), zat op ook 120 Broadway. Thacher was in 1917 in Rusland met William Boyce Thompsons Red Cross Mission. daarna ging Thacher naar Londen om met Lord Northcliffe te spreken over de Revolutie van de Bolsjewieken en daarna naar Parijs voor gesprekken met de Franse regering. In Thachers memorandum staat onder meer: "(..) the fullest assistance should be given to the Soviet Government in its efforts to organize a volunteer revolutionary army." Sutton schreef Wall Street And The Bolshevik Revolution.
De Sovjet-Unie was zwaar afhankelijk van westerse technologie, zonder was economische groei onmogelijk. Om de Russische fabrieken weer aan de gang te krijgen hadden de Sovjets raw materials, technische vaardigheden en working capital nodig, vooral in de olievelden van de Kaukasus. Amerikaanse hulp liep via International Barnsdall Corporation (IBC), in het bezit van Guaranty Trust, Lee, Higginson Company en W.A. Harriman Company, volgens Sutton gecontroleerd door de orde. Daarnaast werd mangaanerts opnieuw gewonnen, in 1920 was de productie zero, in 1924 320.000 ton per jaar, door hulp van W.A. Harriman Company en Guaranty Trust en vanaf 1925 de Georgian Manganese Company onder chairman Matthew C. Brush. Brush was ook chairman van IBC. Maar leningen aan de Sovjet-Unie waren in de jaren 1920 in strijd met de Amerikaanse wetgeving. De State Department werd door het Harriman-Guaranty syndicaat niet ingelicht over haar plannen. Een onderzoek naar haar handelen kwam niet van de grond.
Ambassadeur Harriman rapporteerde vanuit Moskou aan de State Department op 30 juni 1944: "Stalin paid tribute to the assistance rendered by the United States to Soviet industry before and during the war. He said that about two-thirds of all the large industrial enterprises in the Soviet Union had been built with United States help or technical assistance." Harriman wist dus in 1944 dat de Sovjet-Unie was opgebouwd door het Westen, maar hij was voor een military build-up of the United States via NAVO, MSA, State Department, buitenlandse politiek etc. Hij was voor meer handel met de Sovet-Unie, waardoor er meer technologie binnenkwam. Dus hij was enerzijds voor een opbouw van Sovjet macht door Westerse technologie te exporteren en anderzijds voor een Westerse defensie tegen diezelfde Sovjet macht.

### Union Bank Corporation (UBC) en Hitler Duitsland
Averell en Roland Harriman, Ellery Sedgewick James (1917) en Knight Woolley waren via de Union Bank Corporation (UBC) de voornaamste ondersteuners van Adolf Hitler. Via Fritz Thyssens 'Bank voor Handel en Scheepvaart' in Rotterdam, een dochteronderneming van August Thyssen Bank, gesticht in 1918, liepen de grootste fondsen voor Hitler van banken en personen als Harriman, Guaranty Trust, Von Heydt, Carter en meer. De Bank voor Handel en Scheepvaart beheerste de Union Banking Corporation (UBC) in New York. Roland Harriman was een director van UBC, net als Prescott Bush. De UBC was a joint Thyssen-Harriman operation. Vier directors waren lid van de orde (cel D 115 van 1917): Roland Harriman (1917), Knight Woolley (1917), Ellery Sedgewick James (1917) en Prescott Bush (1917) en twee waren nazi's: H.J. Kouwenhoven en Johann Groninger
Dus nazi's en sovjets werden tegelijkertijd door Harriman gesteund.

### Politieke en diplomatieke loopbaan
Tijdens de regering van Franklin D. Roosevelt werd hij aangesteld als functionaris voor de National Recovery Administration. In 1934 was Harriman special assistant administrator van Roosevelts National Recovery Act. Van 1940 tot 1941 diende hij voor de National Defense Advisory Commission en de opvolger ervan, de Office of Production Management.
In 1941 werd de Leen- en Pachtwet aangenomen die het de Verenigde Staten aan het begin van de Tweede Wereldoorlog mogelijk maakte materiële hulp te bieden aan landen zonder het uitgangspunt van neutraliteit te schenden. In dit kader werd hij door president Roosevelt naar de Sovjet-Unie en het Verenigd Koninkrijk gezonden.
Voor het eerste land werd hij vervolgens van 1943 tot 1946 ambassadeur. Volgens Sutton werd hij al in 1941 ambassadeur voor de Sovjet-Unie. In deze functie had hij geregeld overleg met Jozef Stalin over de Poolcirkelspoorlijn en vertegenwoordigde hij de VS tijdens de Eerste, Tweede, Derde en Vierde Conferentie van Moskou. Vervolgens werd hij voor het Verenigd Koninkrijk tot ambassadeur benoemd voor de periode van april tot oktober 1946.
Hierna werd hij benoemd tot minister van handel (Secretary of Commerce) voor de periode van 1947 tot 1948 (in 1946 volgens Sutton). Van 1948 tot 1950 zag hij toe op de Marshallhulp in Europa. Hij was in 1948 U.S. representative to ECA, het Amerikaanse herstelprogramma voor Europa.
In 1950 werd hij benoemd tot speciaal assistent van president Harry S. Truman en in 1951 werd hij benoemd tot directeur van het Mutual Security Agency.
In 1951 was hij U.S. representative at NATO defense meetings en Director of Mutual Security Agency (MSA).
Harriman deed twee maal tevergeefs een gooi naar het kandidaatschap van de Democratische Partij voor het presidentschap: in 1952 en 1956. Wel werd hij van 1954 tot 1958 gekozen tot gouverneur van de staat New York.
President John F. Kennedy benoemde hem in 1961 tot ambassador-at-large en als assistent-(onder)minister voor het Verre Oosten (tot 1963). Hij vertegenwoordigde de VS bij de 'vredes'onderhandelingen met Noord-Vietnam in Parijs (1968-69). Hierna ging hij met pensioen, hoewel hij nog wel kleinere diplomatieke taken op zich nam.
In 1974 was hij Chairman Democratic Party Foreign Policy Task Force en in 1975 Limited Partner Brown Brothers, Harriman.
Hij vloog als burger in juni 1983 naar Moskou om als eerste Amerikaan sinds de dood van voorganger Brezhnev een vertrouwelijk gesprek te hebben met Yuri Andropov.
In december 1983 brak Harriman zijn rechterbeen terwijl hij zwom in de zee van Barbados.

## Erkenning
In 1975 werd Harriman onderscheiden met een Sylvanus Thayer Award. In 1983 kende het Franklin and Eleanor Roosevelt Institute hem de Four Freedoms Award toe. Dit was de algemene vrijheidsprijs.